# Rui Ōsako
Rui Ōsako (japanisch 大迫 塁 Ōsako Rui; * 13. Oktober 2004 in der Präfektur Kagoshima) ist ein japanischer Fußballspieler.

## Karriere

### Verein
Rui Ōsako erlernte das Fußballspielen in der Schulmannschaft der Kamimura Gakuen High School. Seinen ersten Vertrag unterschrieb er am 1. Februar 2023 bei Cerezo Osaka. Der Verein aus Osaka spielte in der ersten Liga. Für den Verein bestritt er 2023 ein Spiel im Ligapokal und ein Spiel im Pokal. In der Liga kam er nicht zum Einsatz. Am 1. Februar 2024 wechselte er auf Leihbasis zum Zweitligisten Iwaki FC. Sein Zweitligadebüt für den Verein aus Iwaki gab Rui Osako am 30. März 2024 (7. Spieltag) im Auswärtsspiel gegen Blaublitz Akita. Bei der 1:0-Niederlage wurde er in der 60. Minute für Yuto Yamashita eingewechselt. Für Iwaki bestritt er 14 Ligaspiele. Die Saison 2025 wurde er an den Drittligisten SC Sagamihara verliehen.

### Nationalmannschaft
Rui Osako spielte 2019 zweimal in der japanischen U15-Nationalmannschaft. In der U16-Mannschaft kam er 2019 dreimal zum Einsatz.